# António Correia Baharem
Antonio Correia Baharem (c. 1487/1488 - 1566) fue un militar portugués que destacó por su actividad militar y diplomática en el Índico, donde alcanzó tal fama que se permitió añadir a su apellido Correia, en memoria del lugar de su mayor victoria, el sobrenombre Baharem.

## Familia
Antonio Correia era hijo de Aires Correia y de su mujer Beatriz de Almada. Aires Correia, Caballero de la Casa Real, estuvo en la Armada de Pedro Álvares Cabral - quien había descubierto el  Brasil - cuya misión era instalar una Factoría Portuguesa en la India. Aires murió el 16 o 17 de diciembre de 1500, junto con otros portugueses, en enfrentamientos en Calicut que impidieron la instalación de la Feitoria (factoría).

## Biografía
Acompañó a su padre en su viaje a la India, habiendo sobrevivido a los enfrentamientos en los que murió. En 1510 estuvo presente en una Armada dirigida a Safí, en el Norte de África, y en 1512 en la Defensa de Goa. Regresa a Portugal antes de 1518. Ese año reanuda sus actividades en Oriente, tras haber sido nombrado su primo Diogo Lopes de Sequeira 4º Gobernador de la India (1518-1522) y haber recibido él mismo y su hermano Aires Correia Licencia Regia para comerciar dos quintales de marfil, cuya transacción era monopolio de la Corona.
Regresando a la India, donde mucho se distinguiría, fue brevemente nombrado Capitán Substituto de la Fortaleza de Cochín, cuyo Comandante efectivo era Aires da Silva. De aquí partió en mayo de 1519 en una expedición militar, comercial y diplomática en el Índico Oriental, al mando de una pequeña Armada. Se dirigió a liberar Malaca, ciudad cercada regularmente por las fuerzas del Sultán Malayo Mahmud, quien ya la conquistara ocho años antes. Se dirigió al Reino del Pegu en misión diplomática, obteniendo la alianza de su Soberano, cuyo apoyo era esencial para permitir el abastecimiento de Malaca, a donde consiguió regresar con víveres y al mando de una fuerza exitosa que forzó la retirara de los malayos y destruyó la Fortaleza de Pago.
Regresó a la India a principios de 1521, acompañando a su primo Gobernador en un intento fallido de instalar una Fortaleza en Diu. Retiró a la armada portuguesa hacia el Reino vasallo de Ormuz para pasar allí el invierno. Por esa época, Ormuz enfrentaba la sublevación del Reino Tributario de Baréin. Como forma de auxiliar Ormuz y, al mismo tiempo, afirmar la autoridad del Reino de Portugal, se envió una flota comandada por António Correia. Esta expedición consiguió reprimir la revuelta en una batalla ocurrida el 27 de junio de 1521. En el combate resultó herido pero fue muerto el propio Rey de Baréin, después de una dura y victoriosa lucha. Aunque Diogo Lopes de Sequeira fue sustituido como Gobernador ese año, António Correia permaneció en Chaul con el puesto de Capitán del Mar. Derrotó a una armada india procedente de Gujarat pero, al final del año, optó por regresar definitivamente a Portugal.
En Portugal permaneció ligado a los asuntos orientales. Fue miembro del Consejo reunido por D. Juan III de Portugal para debatir la disputa con Espanha acerca de la posesión de las Molucas. Después de casar, mantuvo su actividad militar y comandó diversas armadas que navegaban por las costas portuguesa y marroquí, entre 1532 y 1542. Como resultado de su actividad acumuló, a lo largo de décadas, un vasto patrimonio inmobiliario, tanto por concesión regia como por herencias familiares, de valor considerable. A esto hay que sumar las mercedes concedidas por la Corona, como fueron su nombramiento de Comendador de Santa Maria de Ulme, en 1558, y la concesión del Hábito de Caballero de la Orden de Cristo, en 1564.
Por su victoria en Barém, D. Juan III, por carta de 14 de enero de 1540, le añadió el sobrenombre y sus armas. Sus descendientes se apellidaron Correia Baharem o Correia Barém.
Falleció a edad avanzada, con cerca de 78 o 79 años.

## Casamiento y descendencia
Casó con Isabel de Castro, hija de Gonçalo Vaz de Azevedo, Desembargador de Palacio del Rey D. Manuel I de Portugal, 2.º Senhor de Ponte de Sor y 1er Alcaide-Mor de Sintra, y de su mujer Dª Leonor de Castro o de Meneses, de la cual tuvo cinco hijos.